# Đắk Môl
Đắk Môl là một xã thuộc huyện Đắk Song, tỉnh Đắk Nông, Việt Nam.

## Địa lý
Xã Đắk Môl nằm ở phía đông bắc huyện Đắk Song, có vị trí địa lý:
- Phía đông giáp huyện Krông Nô
- Phía tây và phía bắc giáp huyện Đắk Mil
- Phía nam giáp xã Đắk Hòa.

Xã có diện tích 77,20 km², dân số năm 2006 là 5.853 người, mật độ dân số đạt 76 người/km².

## Hành chính
Xã Đắk Môl được chia thành 4 thôn: 4, Đắk Sơn 1, E29, Hà Nam Ninh và 3 bon: A3, BuJri, RLông.

## Lịch sử
Trước đây, xã Đắk Môl thuộc huyện Đắk Mil, được thành lập vào ngày 17 tháng 1 năm 1984 trên cơ sở tách một phần diện tích và dân số của xã Đức Minh.
Ngày 21 tháng 6 năm 2001, Chính phủ ban hành Nghị định 30/2001/NĐ-CP. Theo đó, chuyển xã Đắk Môl về huyện Đắk Song mới thành lập.
Ngày 22 tháng 11 năm 2006, Chính phủ ban hành Nghị định 142/2006/NĐ-CP. Theo đó, thành lập xã Đắk Hòa trên cơ sở điều chỉnh 11.509 ha diện tích tự nhiên và 3.070 người của xã Đắk Môl.
Sau khi điều chỉnh địa giới hành chính, xã Đắk Môl còn lại 7.719,66 ha diện tích tự nhiên và 5.853 người.
Ngày 30 tháng 9 năm 2019, Hội đồng Nhân dân tỉnh Đắk Nông ban hành Nghị quyết 24/NQ-HĐND về việc:
- Sáp nhập thôn 5 vào thôn 4
- Sáp nhập bon Blân và bon Mpôl thành bon A3
- Sáp nhập một phần thôn 3A3 gồm 51 và bon RLông thành bon RLông
- Sáp nhập phần còn lại thôn 3A3 gồm 51 và bon Ja Ry thành bon BuJri
- Sáp nhập ba thôn E29.1, E29.2 và E29.3 thành thôn E29.